# 寺原大智
寺原（てらばる）大智とは、日本のアマチュア落語家。現在はホスト。当時の高座名は「池田家大吉」。

## 概要
6歳のときに「まんじゅうこわい」を読んだのをきっかけに落語と出会い、8歳で高座デビューする。「落語みゅーじあむ」の講座を受け、名誉館長の桂文枝から「池田屋大吉」の高座名が授けられた。
2009年に「ひむかの国こども落語全国大会」で優秀賞を取得する。その後、平成24年度こども落語全国大会の中高生の部で最優秀賞を受賞する。
高校卒業後、早稲田大学に進学、卒業。

## 出演
- ティーンズプロジェクト フレ☆フレ[1]